# コンテンツ産業
コンテンツ産業（こんてんつさんぎょう）とは、主に映画・アニメ・漫画・ゲームソフトなど、主にフィクションの創作物を作る産業のことであるが、音楽も含める。
経済産業省は「映像（映画、アニメ）、音楽、ゲーム、書籍等の制作・流通を担う産業の総称」と定義している。

## 概要
1990年代後半ごろまでは、当時は新興産業だったアニメ産業・ゲームソフト産業などを、Windowsのようなコンピュータソフト産業とまとめて「ソフトウェア産業」と呼んでいた。さらに文脈によっては観光業などの一部のサービス産業すらも「ソフトウェア産業」とまとめていた。しかし2000年ごろから、コンピュータソフト産業とアニメ産業とを区別するためか、映像・音楽・漫画・ゲーム産業を「コンテンツ産業」と呼ぶようになった。そして「ソフトウェア産業」という用語とは異なり、「コンテンツ」という用語には、Windowsなどのコンピュータソフトは含めず、また、観光業なども含めないのが一般的な用法となった。
日本はクールジャパン戦略のもと、コンテンツ産業に注力している。日本のコンテンツ産業の市場規模は12兆円ほどであり、アメリカに次ぎ世界第2位である。

## 日本をとりまく状況

### アニメコンテンツ
日本はテレビ用アニメ、ビデオ用アニメや3Dアニメでは欧米主要国より強い状況になっている。

### 政界の動き
2003年から民主党と官公労系コンテンツ官僚とゲーム業界が蜜月関係を築いている。民主党は日本の政界で唯一ゲーム族（デジタルコンテンツ議員連盟、議員は全員民主党）の議員が存在している、日本テレビゲーム商業組合とコンピュータエンターテインメント協会は民主党の支持組織となっており、実際にコンピュータエンターテインメント協会と官公労系コンテンツ官僚が、2007年の参議院選挙で共闘していた。

### 行政活動
2015年3月17日より文化庁がマンガ、アニメーション、ゲーム、メディアアートの四分野をデジタルアーカイブ化したメディア芸術データベース（開発版）の運用を始め、コンテンツ産業が一つの明確な文化であることを認証した。